# Viengkham, Luangprabang
Viengkham là một huyện (muang, mường)  thuộc tỉnh Luangprabang ở thượng   Lào .